# Philippe Lefebvre
Philippe Lefebvre (17 de dezembro de 1968) é um ator, produtor, diretor e roteirista francês. Philippe é conhecido por seu papel no filme de comédia OSS 117 : Le Caire, nid d'espions.

## Biografia
Filho de Chantal e Gérard Lefebvre, Philippe cresceu em Loos-lès-Lille com seus dois irmãos, Vincent e Damien. Teve aulas de comédia no Conservatório de Lille e no Atelier Steve Kalfa.
Começou a sua carreira no cinema em Barracuda, em 1997, ao lado de Guillaume Canet, antes de aparecer regularmente em inúmeras séries que o tornaram conhecido do grande público. Conseguiu um dos papéis principais da série Detetive em 2013, onde interpretou o detetive particular Philippe Roche. Interpretou o pai de um adolescente acusado de estupro no telefilme Un fils, em 2015.
Do lado dos roteiros, ele co-escreveu Ne le dis à personne baseado em Harlan Coben, Mon idole e Rock'n Roll, todos os três de Guillaume Canet. Em 2010, passou a dirigir com Le Siffleur, com François Berléand. É cofundador com Alain Attal da empresa Les Productions du Trésor e produz principalmente curtas-metragens.

## Filmografia

### Ator
- 1997 : Barracuda de Philippe Haïm
- 2002 : Mon idole de Guillaume Canet (+ scénario)
- 2002 : Les Amateurs de Martin Valente
- 2003 : Narco de Tristan Aurouet et Gilles Lellouche
- 2004 : Tu vas rire, mais je te quitte de Philippe Harel
- 2004 : Un petit jeu sans conséquence de Bernard Rapp
- 2005 : Selon Charlie de Nicole Garcia
- 2005 : L'Homme de sa vie de Zabou Breitman
- 2005 : Ne le dis à personne de Guillaume Canet (+ scénario)
- 2006 : Pur Week-end d'Olivier Doran
- 2006 : OSS 117 : Le Caire, nid d'espions de Michel Hazanavicius : Jack Jefferson
- 2006 : Ma vie n'est pas une comédie romantique de Marc Gibaja
- 2007 : Détrompez-vous de Bruno Dega
- 2007 : Ce soir je dors chez toi d'Olivier Baroux
- 2008 : Les Randonneurs à Saint-Tropez de Philippe Harel
- 2008 : Le Premier Jour du reste de ta vie de Rémi Bezançon
- 2008 : Un monde à nous de Frédéric Balekdjian
- 2009 : Safari d'Olivier Baroux
- 2009 : Le Siffleur (+ réalisation)
- 2010 : L'Italien d'Olivier Baroux
- 2011 : Ma part du gâteau de Cédric Klapisch
- 2011 : Les Tuche d'Olivier Baroux
- 2012 : Mais qui a retué Pamela Rose ? d'Olivier Baroux et Kad Merad
- 2013 : Prêt à tout de Nicolas Cuche
- 2013 : En solitaire de Christophe Offenstein
- 2013 : La Marche de Nabil Ben Yadir
- 2013 : Cookie de Léa Fazer
- 2014 : SMS de Gabriel Julien-Laferrière
- 2016 : Marseille de Kad Merad
- 2016 : Retour chez ma mère d'Éric Lavaine
- 2017 : Rock'n Roll de Guillaume Canet (+ scénario)
- 2021 : Un tour chez ma fille d'Éric Lavaine

### Televisão
<div class="div-col columns column-count column-count-* 1991 : Cas de divorce, épisode 94
- 1994 : La Colline aux mille enfants de Jean-Louis Lorenzi : Marc
- 1995 : Cœurs Caraïbes : Yann
- 1996 : Les Cordier, juge et flic, saison 4, épisode 4 : " L'Adieu au drapeau" de Bruno Herbulot
- 1997 : L'Instit, épisode 4-05, Frères de sang, de Williams Crépin : Walter
- 2001 : Les Semailles et les Moissons de Christian François
- 2001 : Une femme d'honneur (épisode « Poids lourds »)
- 2002 : Garonne de Claude d'Anna : Julien
- 2003 : Un été de canicule : Paul Soubeyrand
- 2004 : Courrier du cœur : Morand
- 2005 : Clara Sheller : Antoine  (saison 1)
- 2006 : Femmes de loi : Carl Vigeant (Paroles interdites: saison 6, épisode 2)
- 2007 : Vérités assassines d'Arnaud Sélignac
- 2008 : Terre de Lumière  de Stéphane Kurc
- 2008 : Vénus et Apollon  (saison 2)  de Pascal Lahmani
- 2010 : Au bonheur des hommes de Vincent Monnet
- 2010 : Fais pas ci, fais pas ça  (saison 4)  : Le vicomte de Maroeuil
- 2011 : Comme chez soi de Lorenzo Gabriele
- 2012 : Scènes de ménages : ce soir, ils reçoivent de Francis Duquet
- 2013-2015 : Détectives, série télévisée de Marc Eisenchteter : Philippe Roche
- 2014 : Un fils d'Alain Berliner : Arnaud
- 2017 : Peur sur la base de Laurence Katrian : Samuel Delaunay
- 2017 : Le Tueur du lac de Jérôme Cornuau : Alexis Geller
- 2019 : Infidèle de Didier Le Pêcheur : Nils
- 2019 : Sam (saison 3) : père d'Hugo
- 2020 : Faites des gosses, série télévisée de Philippe Lefebvre : Alexandre" style="-moz-column-count: * 1991 : Cas de divorce, épisode 94
- 1994 : La Colline aux mille enfants de Jean-Louis Lorenzi : Marc
- 1995 : Cœurs Caraïbes : Yann
- 1996 : Les Cordier, juge et flic, saison 4, épisode 4 : " L'Adieu au drapeau" de Bruno Herbulot
- 1997 : L'Instit, épisode 4-05, Frères de sang, de Williams Crépin : Walter
- 2001 : Les Semailles et les Moissons de Christian François
- 2001 : Une femme d'honneur (épisode « Poids lourds »)
- 2002 : Garonne de Claude d'Anna : Julien
- 2003 : Un été de canicule : Paul Soubeyrand
- 2004 : Courrier du cœur : Morand
- 2005 : Clara Sheller : Antoine  (saison 1)
- 2006 : Femmes de loi : Carl Vigeant (Paroles interdites: saison 6, épisode 2)
- 2007 : Vérités assassines d'Arnaud Sélignac
- 2008 : Terre de Lumière  de Stéphane Kurc
- 2008 : Vénus et Apollon  (saison 2)  de Pascal Lahmani
- 2010 : Au bonheur des hommes de Vincent Monnet
- 2010 : Fais pas ci, fais pas ça  (saison 4)  : Le vicomte de Maroeuil
- 2011 : Comme chez soi de Lorenzo Gabriele
- 2012 : Scènes de ménages : ce soir, ils reçoivent de Francis Duquet
- 2013-2015 : Détectives, série télévisée de Marc Eisenchteter : Philippe Roche
- 2014 : Un fils d'Alain Berliner : Arnaud
- 2017 : Peur sur la base de Laurence Katrian : Samuel Delaunay
- 2017 : Le Tueur du lac de Jérôme Cornuau : Alexis Geller
- 2019 : Infidèle de Didier Le Pêcheur : Nils
- 2019 : Sam (saison 3) : père d'Hugo
- 2020 : Faites des gosses, série télévisée de Philippe Lefebvre : Alexandre; -webkit-column-count: * 1991 : Cas de divorce, épisode 94
- 1994 : La Colline aux mille enfants de Jean-Louis Lorenzi : Marc
- 1995 : Cœurs Caraïbes : Yann
- 1996 : Les Cordier, juge et flic, saison 4, épisode 4 : " L'Adieu au drapeau" de Bruno Herbulot
- 1997 : L'Instit, épisode 4-05, Frères de sang, de Williams Crépin : Walter
- 2001 : Les Semailles et les Moissons de Christian François
- 2001 : Une femme d'honneur (épisode « Poids lourds »)
- 2002 : Garonne de Claude d'Anna : Julien
- 2003 : Un été de canicule : Paul Soubeyrand
- 2004 : Courrier du cœur : Morand
- 2005 : Clara Sheller : Antoine  (saison 1)
- 2006 : Femmes de loi : Carl Vigeant (Paroles interdites: saison 6, épisode 2)
- 2007 : Vérités assassines d'Arnaud Sélignac
- 2008 : Terre de Lumière  de Stéphane Kurc
- 2008 : Vénus et Apollon  (saison 2)  de Pascal Lahmani
- 2010 : Au bonheur des hommes de Vincent Monnet
- 2010 : Fais pas ci, fais pas ça  (saison 4)  : Le vicomte de Maroeuil
- 2011 : Comme chez soi de Lorenzo Gabriele
- 2012 : Scènes de ménages : ce soir, ils reçoivent de Francis Duquet
- 2013-2015 : Détectives, série télévisée de Marc Eisenchteter : Philippe Roche
- 2014 : Un fils d'Alain Berliner : Arnaud
- 2017 : Peur sur la base de Laurence Katrian : Samuel Delaunay
- 2017 : Le Tueur du lac de Jérôme Cornuau : Alexis Geller
- 2019 : Infidèle de Didier Le Pêcheur : Nils
- 2019 : Sam (saison 3) : père d'Hugo
- 2020 : Faites des gosses, série télévisée de Philippe Lefebvre : Alexandre; column-count: * 1991 : Cas de divorce, épisode 94
- 1994 : La Colline aux mille enfants de Jean-Louis Lorenzi : Marc
- 1995 : Cœurs Caraïbes : Yann
- 1996 : Les Cordier, juge et flic, saison 4, épisode 4 : " L'Adieu au drapeau" de Bruno Herbulot
- 1997 : L'Instit, épisode 4-05, Frères de sang, de Williams Crépin : Walter
- 2001 : Les Semailles et les Moissons de Christian François
- 2001 : Une femme d'honneur (épisode « Poids lourds »)
- 2002 : Garonne de Claude d'Anna : Julien
- 2003 : Un été de canicule : Paul Soubeyrand
- 2004 : Courrier du cœur : Morand
- 2005 : Clara Sheller : Antoine  (saison 1)
- 2006 : Femmes de loi : Carl Vigeant (Paroles interdites: saison 6, épisode 2)
- 2007 : Vérités assassines d'Arnaud Sélignac
- 2008 : Terre de Lumière  de Stéphane Kurc
- 2008 : Vénus et Apollon  (saison 2)  de Pascal Lahmani
- 2010 : Au bonheur des hommes de Vincent Monnet
- 2010 : Fais pas ci, fais pas ça  (saison 4)  : Le vicomte de Maroeuil
- 2011 : Comme chez soi de Lorenzo Gabriele
- 2012 : Scènes de ménages : ce soir, ils reçoivent de Francis Duquet
- 2013-2015 : Détectives, série télévisée de Marc Eisenchteter : Philippe Roche
- 2014 : Un fils d'Alain Berliner : Arnaud
- 2017 : Peur sur la base de Laurence Katrian : Samuel Delaunay
- 2017 : Le Tueur du lac de Jérôme Cornuau : Alexis Geller
- 2019 : Infidèle de Didier Le Pêcheur : Nils
- 2019 : Sam (saison 3) : père d'Hugo
- 2020 : Faites des gosses, série télévisée de Philippe Lefebvre : Alexandre;  ">
- 1991 : Cas de divorce, épisode 94
- 1994 : La Colline aux mille enfants de Jean-Louis Lorenzi : Marc
- 1995 : Cœurs Caraïbes : Yann
- 1996 : Les Cordier, juge et flic, saison 4, épisode 4 : " L'Adieu au drapeau" de Bruno Herbulot
- 1997 : L'Instit, épisode 4-05, Frères de sang, de Williams Crépin : Walter
- 2001 : Les Semailles et les Moissons de Christian François
- 2001 : Une femme d'honneur (épisode « Poids lourds »)
- 2002 : Garonne de Claude d'Anna : Julien
- 2003 : Un été de canicule : Paul Soubeyrand
- 2004 : Courrier du cœur : Morand
- 2005 : Clara Sheller : Antoine  (saison 1)
- 2006 : Femmes de loi : Carl Vigeant (Paroles interdites: saison 6, épisode 2)
- 2007 : Vérités assassines d'Arnaud Sélignac
- 2008 : Terre de Lumière  de Stéphane Kurc
- 2008 : Vénus et Apollon  (saison 2)  de Pascal Lahmani
- 2010 : Au bonheur des hommes de Vincent Monnet
- 2010 : Fais pas ci, fais pas ça  (saison 4)  : Le vicomte de Maroeuil
- 2011 : Comme chez soi de Lorenzo Gabriele
- 2012 : Scènes de ménages : ce soir, ils reçoivent de Francis Duquet
- 2013-2015 : Détectives, série télévisée de Marc Eisenchteter : Philippe Roche
- 2014 : Un fils d'Alain Berliner : Arnaud
- 2017 : Peur sur la base de Laurence Katrian : Samuel Delaunay
- 2017 : Le Tueur du lac de Jérôme Cornuau : Alexis Geller
- 2019 : Infidèle de Didier Le Pêcheur : Nils
- 2019 : Sam (saison 3) : père d'Hugo
- 2020 : Faites des gosses, série télévisée de Philippe Lefebvre : Alexandre

### Diretor
- 2010 : O Assobiador
- 2015 : Fais pas ci, fais pas ça (8ª temporada : episódios 4, 5 e 6)
- 2016 : Fais pas ci, fais pas ça (9ª temporada : episódios 1 e 2)
- 2017 : Bem-vindo ao Nimbao
- 2017 : A camurça
- 2020 : Faça filhos
- 2020 : <i id="mwYA">Sam</i> (temporada 5 e 6)
- 2023 : <i id="mwZQ">Novo começo</i>
- 2024 : O Encantador (filme para TV)

## Teatro
- 1994 : Le mal court de Jacques Audiberti, direção de Pierre Franck, Théâtre des Célestins

## Prêmios

### Vitórias
- O Assobiador ( 2009 ) : Prêmio Aquitânia no festival de cinema de Sarlat

### Indicações
- Ne le dis à personne ( 2007 ) :
  - César de melhor adaptação
  - Prêmio Lumières de melhor roteiro
  - Estrela de Ouro do Cinema Francês de Melhor Roteiro
  - Prêmio Jacques-Prévert de melhor adaptação
- O Assobiador ( 2009 ) : Diretor de melhor longa-metragem